# Spaans amateurkampioenschap golf
Het  Spaans amateurkampioenschap golf is een internationaal golftoernooi voor amateurs. Het wordt meestal het Spaans Amateur genoemd maar heet officieel de Copa S.M. El Rey.
Er worden eerst twee strokeplay kwalificatierondes gespeeld door 132 spelers. Daarna spelen de beste 32 spelers matchplay totdat de finale de winnaar kenbaar maakt. In veel landen wordt een open amateurkampioenschap georganiseerd, waarbij het woord 'open' aangeeft dat ook spelers uit het buitenland mogen inschrijven.
Voor de dames is er een vergelijkbaar toernooi, de Copa S.M. de la Reina. De winnaar/winnares van het Spaans amateurkampioenschap krijgt een uitnodiging om mee te doen aan het volgende Spaans Open.
Het toernooi telt mee voor de World Amateur Golf Ranking.

## Winnaars

#### Copa S.M. El Rey
| Jaar | Baan                         | Naam                | Info                                                         |
| ---- | ---------------------------- | ------------------- | ------------------------------------------------------------ |
| 1973 | Las Brisas                   |                     |                                                              |
| 1978 | Aloha Golf Club              |                     |                                                              |
| 1981 |                              | Philip Walton       |                                                              |
| 1983 |                              | José María Olazabal |                                                              |
| 1985 |                              | Jesús Arruti        |                                                              |
| 1990 |                              | Darren Clarke       |                                                              |
| 1996 |                              | José Manuel Lara    |                                                              |
| 1997 |                              | Maarten Lafeber     |                                                              |
| 2000 |                              | Richard Finch       |                                                              |
| 2003 |                              | Gonzalo Fz-Castaño  |                                                              |
| 2004 | Desert Springs Resort        | Heidar Bragason     | baanrecord verbeterd door Jordi García met ronde van 66 (-6) |
| 2005 | El Saler                     | Joost Luiten        |                                                              |
| 2006 | Sherry Golf Club             | John Parry          |                                                              |
| 2007 | Desert Springs Resort        | John Parry          |                                                              |
| 2008 | Real Club de Golf de Sevilla | Danny Willett       |                                                              |
| 2009 | Real Club de Golf de Sevilla | Reinier Saxton      |                                                              |
| 2010 | Club de Golf La Canada       | Matt Haines         |                                                              |
| 2011 | Real Club de Golf El Prat    | Laurie Canter       |                                                              |
| 2012 | Alcanada Golf Club, Majorca  | Jack Hiluta         |                                                              |
| 2013 | La Manga Club                | Reeve Whitson       |                                                              |
| 2014 | Sotogrande                   | Daniel Berna        |                                                              |
| 2015 | Sherry Golf Club             | Jeroen Krietemeijer |                                                              |

Sergio García won het Spaans en Europees Amateur, hij werd in april 1999 professional.

#### Copa S.M. de la Reina
| Jaar | Baan                           | Naam                   | Info                               |
| ---- | ------------------------------ | ---------------------- | ---------------------------------- |
| 2004 |                                | Beatriz Recari         |                                    |
| 2005 |                                | Carlota Ciganda        |                                    |
| 2006 |                                | Carlota Ciganda        |                                    |
| 2007 | Cadiz Golf                     | Katharina Schallenberg |                                    |
| 2008 |                                | Caroline Masson        |                                    |
| 2009 |                                | Marieke Nivard         |                                    |
| 2010 | Golf Platja de Pals            |                        |                                    |
| 2011 | Royal Waterloo GC La Tournette | Lisa Maguire           |                                    |
| 2012 |                                | Karolin Lampert        |                                    |
| 2013 | Pula, Mallorca                 | Emily Pedersen po      | Play-off gewonnen van Linnea Strom |